# Warburghiana
Warburghiana è un gruppo d'arte che nasce nel 2004 dal sodalizio composto da tre artisti (Aurelio Andrighetto, Dario Bellini, Gianluca Codeghini) e un critico (Elio Grazioli).
Il nome Warburghiana fa riferimento ad Aby Warburg, uno storico e critico d'arte tedesco noto per la sua pratica di avvalersi delle tavole su panno nero chiamate Mnemosine. Secondo la Warburghiana, queste tavole permettevano di collegare immagini e discorso e di nutrire e arricchire la comprensione e l'interpretazione delle opere d'arte, all'interno di conferenze che per la loro ricchezza possono essere considerate delle performance.

## Storia
La Warburghiana nasce nel 2004. Dopo un lungo carteggio teorico pubblicato in forma di libro nel 2005, la Warburghiana concepisce la sua prima opera chiamata Concerto Sinottico. Il concerto sinottico è uno spettacolo fluido e continuo fatto di corti numeri successivi come il teatro di varietà. Immagini, suono, brevi conferenze, azioni, oggetti, si susseguono attraverso la manipolazione di materiali d'arte senza distinguere tra critica, riflessione e fare artistico. 
All'interno dei concerti sinottici vengono coinvolti altri artisti e voci della cultura contemporanea.
Viene realizzato un tour di spettacoli in gallerie e musei italiani e viene realizzata una mostra presso la galleria Franco Soffiantino artecontemporanea di Torino nel settembre 2005 e un concerto all'interno di Fotografia Europea di Reggio Emilia nel 2007.
A partire dal 2007 Warburghiana comincia a lavorare su un'altra serie di opere chiamate Desktop. I Desktop sono installazioni dedicate all'arte "sui tavoli". Viene creato il sito http://www.warburghiana.it, all'interno del quale opere precedenti e nuove opere, trasformano la tecnica delle tavole su panno nero Mnemosine di Aby Warburg in tavole digitali. La dimensione online permette di coinvolgere altri artisti e studiosi che diventano nuovi interlocutori dei lavori.
Il materiale audio e video rappresenta un altro strumento utilizzato dalla Warburghiana. Il materiale audiovisivo non è concepito come video d'arte, ma come oggetto d'arte che raccoglie e combina materiali maneggiati dal gruppo. I video sono dunque prodotti articolati e compiuti, alternativi ai concerti sinottici.
Tra il 2004 e il 2012 vengono prodotti quattro concerti sinottici e quattro desktop.

## Membri del gruppo

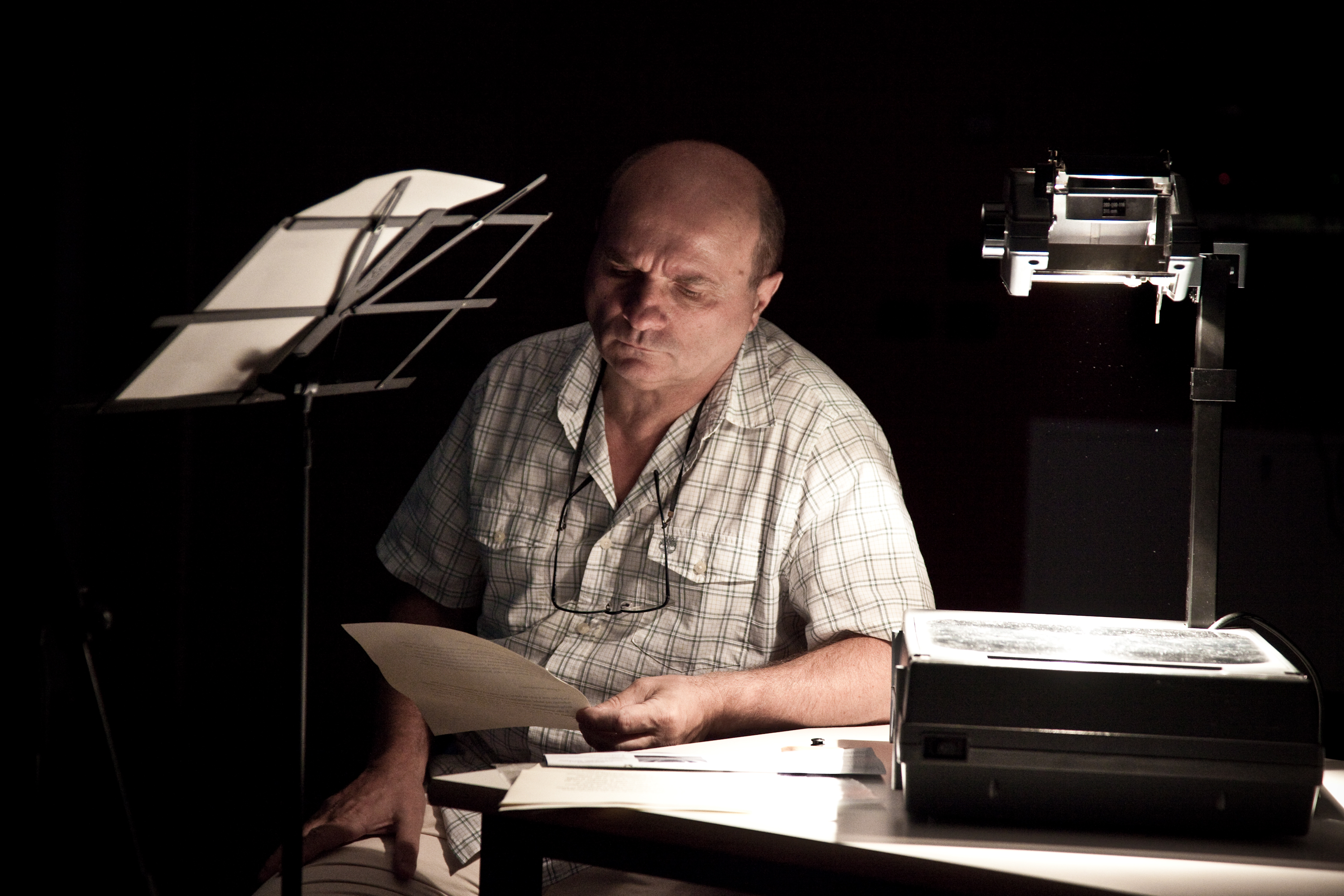
Elio Grazioli durante il Concerto sinottico n. 4, Brivio, 2010. Foto di Valeria Vernizzi, courtesy Archivio Pietro Pensa.

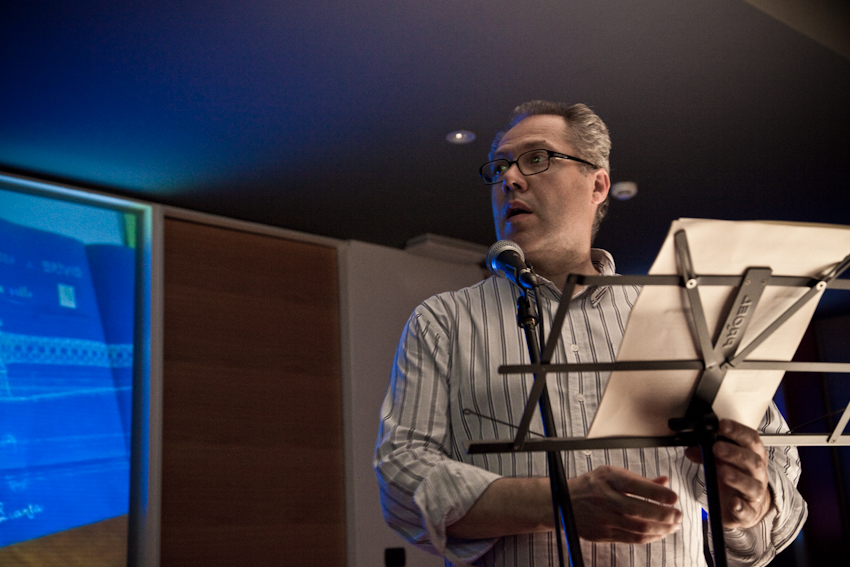
Dario Bellini durante il Concerto sinottico n. 4, Brivio, 2010. Foto di Valeria Vernizzi, courtesy Archivio Pietro Pensa.

La Warburghiana è costituita dal sodalizio di tre artisti e un critico d'arte, il cui lavoro si fonde e abolisce le distinzioni tra critica, curatela e arte. Il gruppo formalizza una pratica dell'arte che i quattro già interpretavano da tempo insieme o separatamente. 
- Aurelio Andrighetto è un artista la cui opera si concentra sull'intersezione tra immagine e 'parola con un approccio che riduce i confini tra discipline e saperi.
- Dario Bellini è un artista nato a Salò nel 1960 che lavora su collage, video e installazioni.
- Gianluca Codeghini è un artista nato a Milano nel 1968, la cui opera è spesso caratterizzata dalla ricerca su suono e rumore.
- Elio Grazioli è un critico d'arte contemporanea e curatore di mostre.

Le opere prodotte dalla Warburghiana coinvolgono altri artisti e studiosi. Collaborano con Warburghiana all'interno delle diverse opere Alessandra Spranzi, Alessandro Brogli, Alessandro Sarri, Amedeo Martegani, Andrea Branzi, Andrea Inglese, Andrea Panettoni, Andreas Golinski, Anna Valeria Borsari, Giulio Calegari, Batia Suter, Bruno Fornaia, Cezary Bodzianowski, Daniele Astrologo, Diego Tonus, Eugenio Borgna, Fabio Sandri, Giacinto Di Pietrantonio, Giulio Paolini, Giuseppe Furghieri, Hans Ulrich Obrist, Eric Hobsbawm, Howard Gardner, Jeffrey Schnapp, Jenny Magnusson, Jimmie Durham, Jorge Molder, Joseph Rykwert, Juan-Pablo Caceres, Laurent Grasso, Luca Maria Patella, Luca Scartabelli, Luca Vitone, Maddalena Dalla Mura, Malcolm McLaren, Marco Belpoliti, Maria Thereza Alves, Matteo Donati, Simone Cattaneo, Maurizio Nannucci, Melvin Moti, Olaf Blande, Paola Mola, Paola Pivi, Philip Corner, Manuel Zurria, Pietro Citati, Robert Hamilton, Roberto Crippa, Daniele Gorret, Ryan Gander, Stefano Boeri, Stefano Brizzi, Susan Hiller.

## Attività
Il gruppo produce mostre, pubblicazioni, convegni, opere, che per la loro realizzazione coinvolgono esperti e punti di vista diversi.

### Concerti sinottici
- Concerto sinottico n. 1 Warburghiana, 2005. Il primo concerto sinottico[3] viene presentato alla galleria Neon di Bologna[4], al Mart di Rovereto[5], al Gamec di Bergamo[6], galleria Mudima di Milano[7], Mlac di Roma[8] e alla galleria Francosoffiantino aretecontempornaea di Torino[9].
- Concerto sinottico n. 2 La città / L'Europa, 2007.
- Concerto sinottico n. 3 Warburghiana per Schwitters, 2009. Dedicato a Kurt Schwitters.
- Concerto sinottico n. 4 Vestire i paesaggi, 2010. Dedicato a Vestire i paesaggi e basato sulla documentazione degli archivi comunali di Brivio e Taceno, e dell'Archivio Pietro Pensa di Esino Lario in Provincia di Lecco. In particolare il concerto focalizza la sua attenzione su strade e vie di comunicazione, sul ponte di Brivio e su quella che Dario Bellini definisce l'estetica dell'ingegnere. La musica di Gianluca Codeghini reinterpreta in tre brani estratti del romanzo La strada del viandante di Pietro Pensa. Il concerto è presentato per la prima volta a Brivio il 9 luglio 2010 ed è commissionato e prodotto dall'Associazione Amici del Museo delle Grigne per Vestire i paesaggi e per l'Ecomuseo delle Grigne[10].

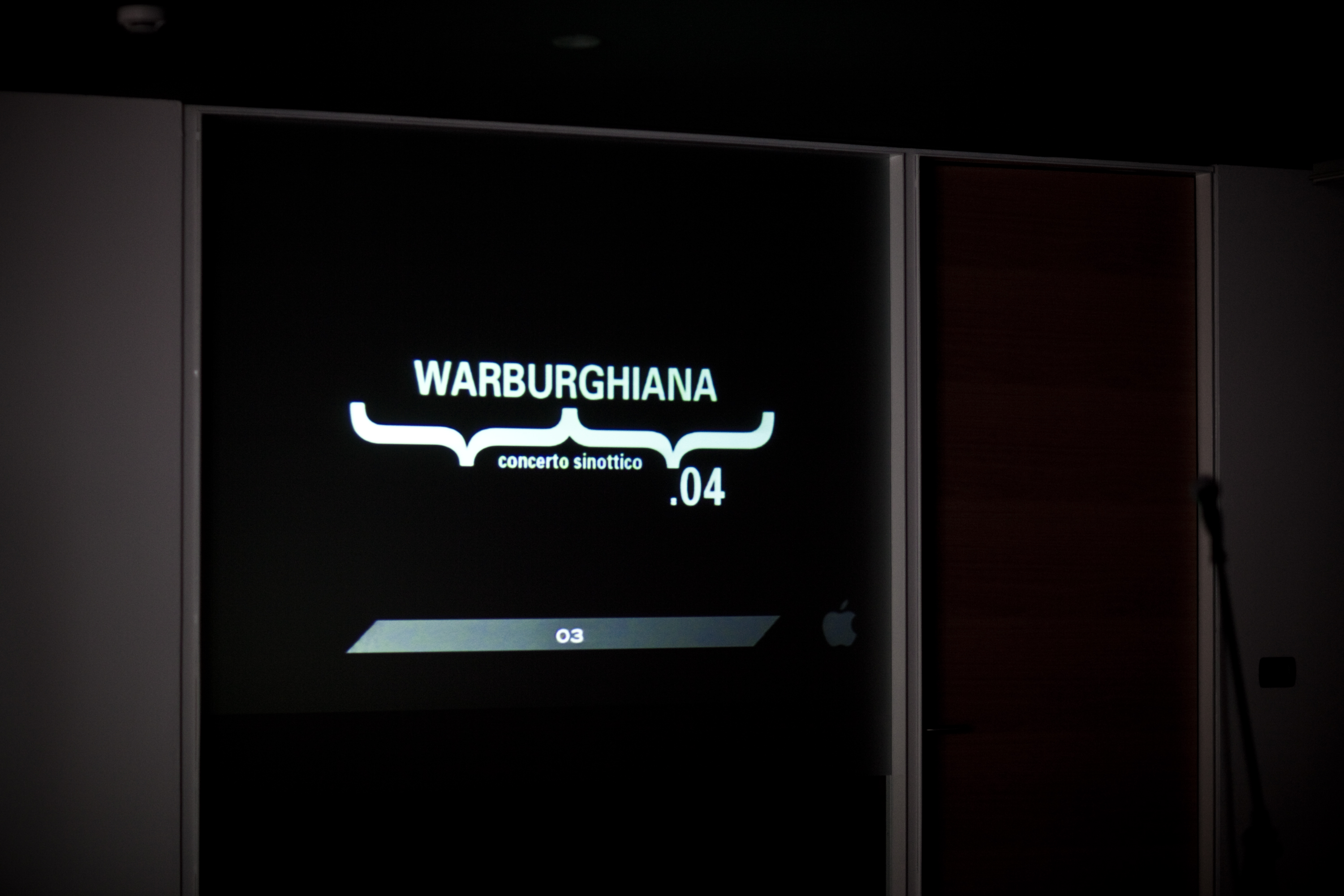
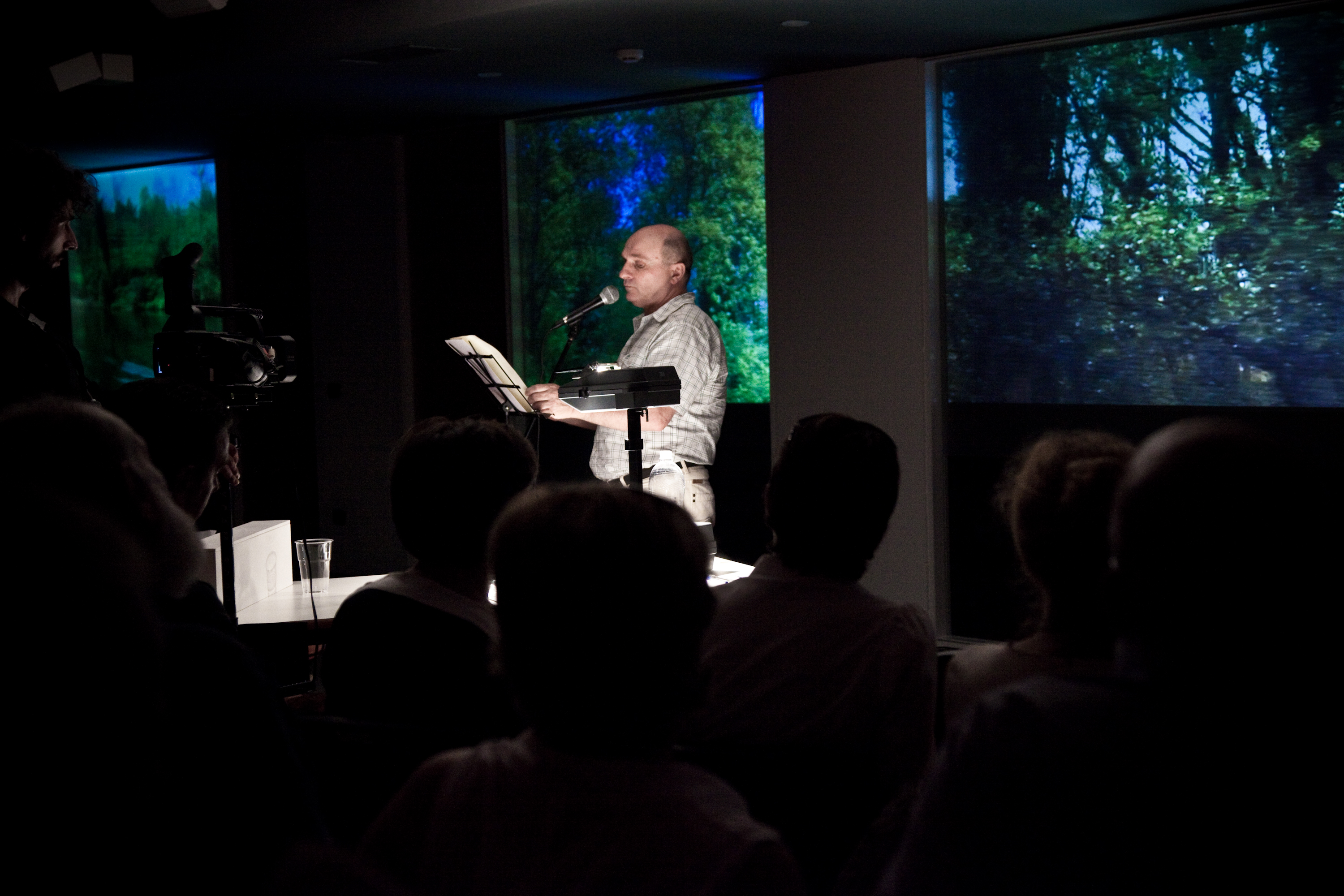
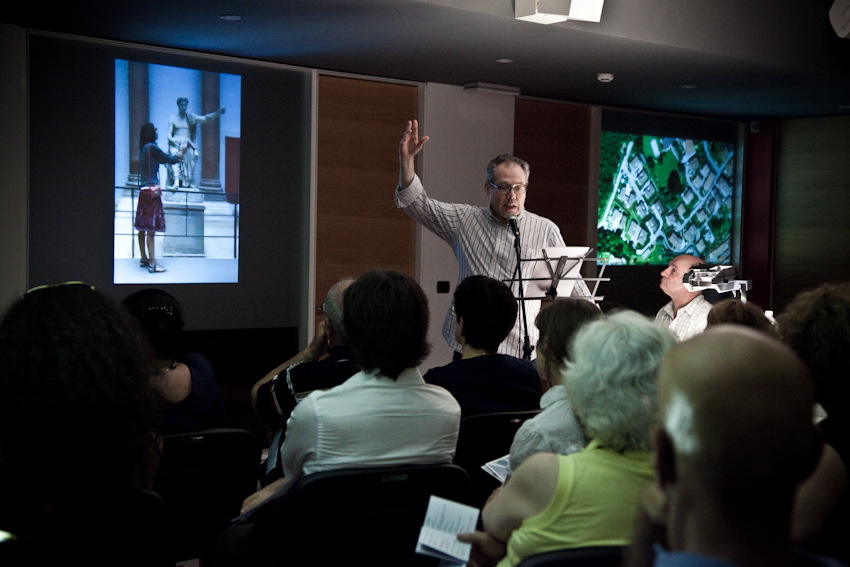
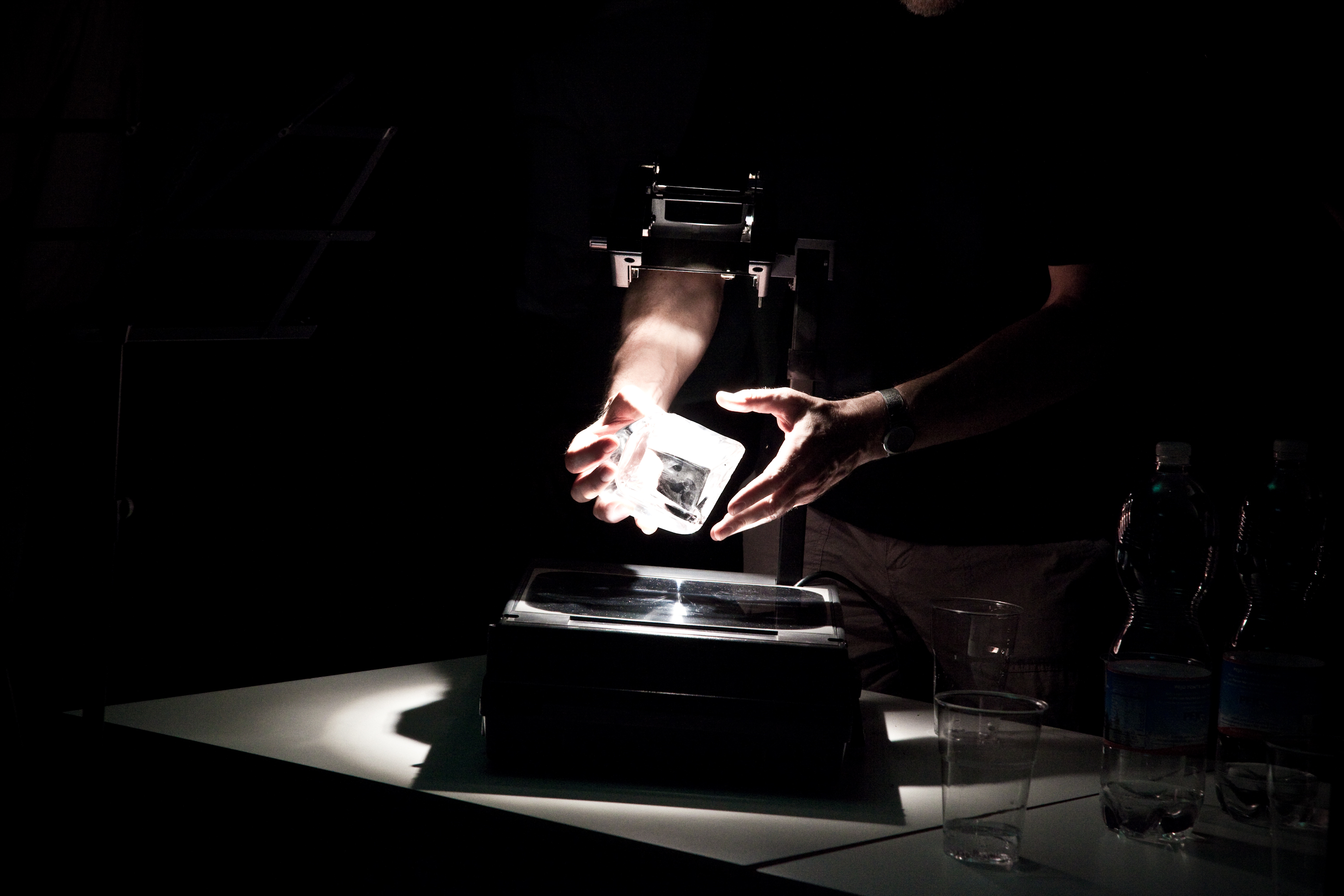
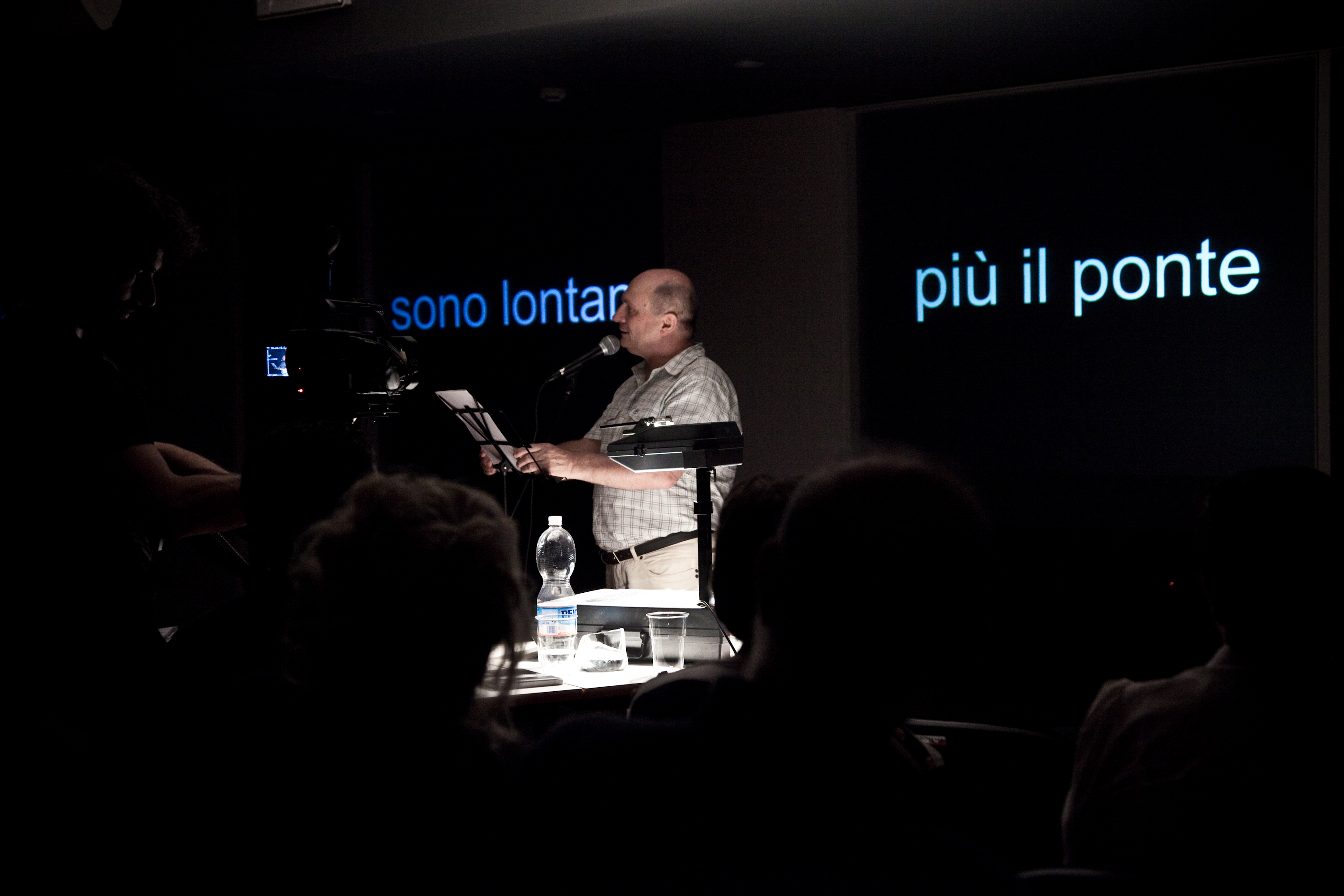
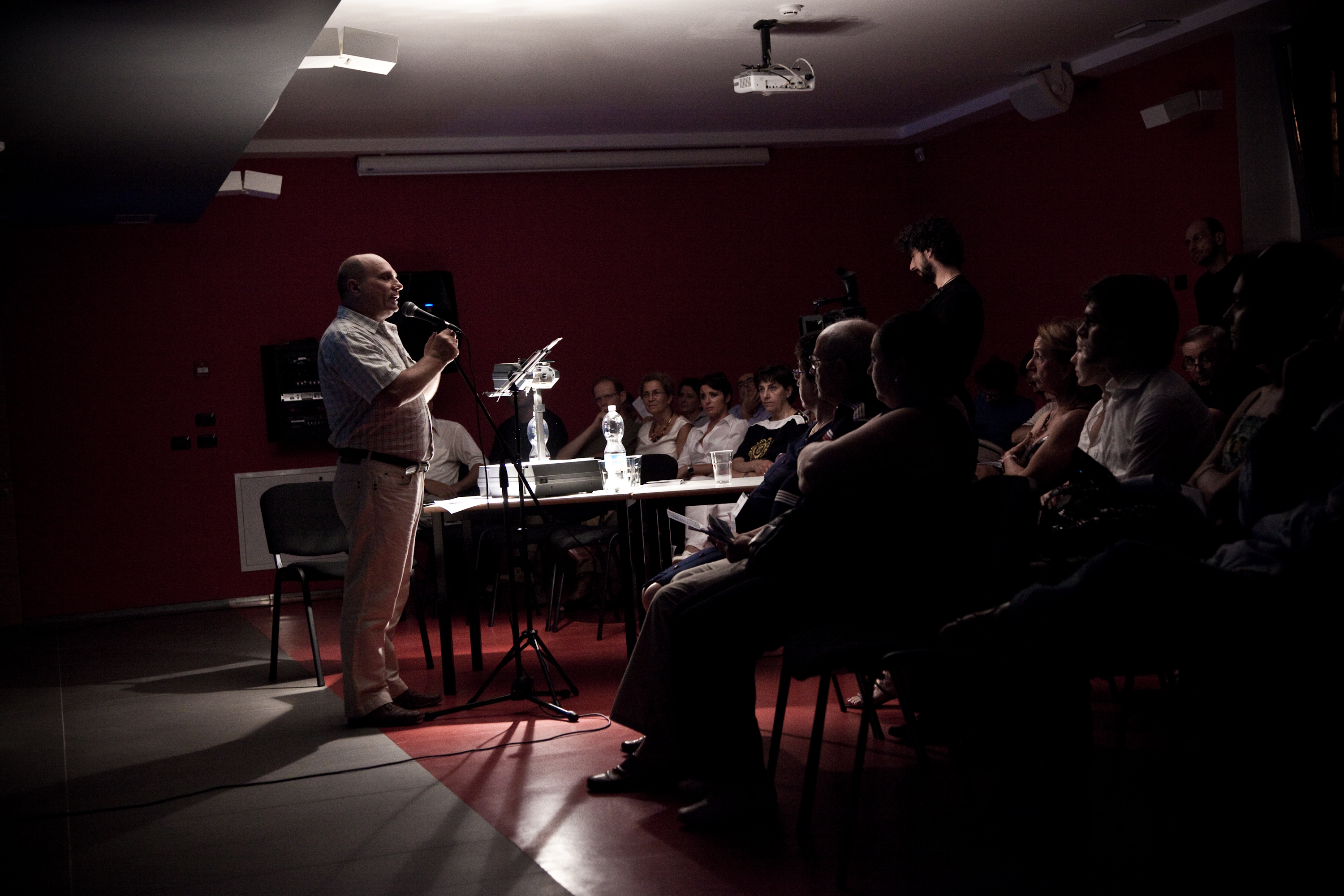

### Desktop
- Desktop # 1 Arte sui tavoli, 2007.
- Desktop # 2 Che fare? What is to be done?, 2008.
- Desktop # 3 KBW, 2008.
- Desktop # 4 Les numéros flottent, 2010
- Desktop # 5 Indicare / Pointing, 2011.
- Desktop # 6. In progress, 2011.
- Desktop # 7, 2012. Di Aurelio Andrighetto con un contributo di Claudia Bianchi.
- Desktop # 8 Il pathos delle forme, 2012. Una mostra-opera in cui al centro dell'attenzione L'opera è allestita in una mostra alla Galleria Milano di Milano[2].

## Critica e recensioni
Il critico d'arte Antonio Grulli definisce la Warburghiana "uno dei progetti più ambiziosi, di lungo respiro e interessanti prodotti in Italia negli ultimi anni".